# JCBAインターネットサイマルラジオ
JCBAインターネットサイマルラジオは、日本コミュニティ放送協会（JCBA）が運営する、コミュニティFMのインターネットサイマル配信をウェブサイト上などで提供するプラットフォーム。

## 沿革
地域に密着した情報を放送することを使命とするコミュニティFMは送信出力が一般の放送局よりも弱く定められている（原則、最大20W）為、放送局のある自治体においても、場所によっては住居の高層化や市町村合併による放送区域の広域化等の理由でラジオ受信機で聴取出来ず、災害時の情報格差が危惧された。その解消を目的に2012年4月25日に正式運用を開始した。

### 年表
- 2012年（平成24年）
  - 4月25日 - 日本コミュニティ放送協会（JCBA）がコミュニティFM18局のサイマル配信を実施すると発表。
  - 5月1日 - 「JCBAインターネットサイマルラジオ」のサービスを開始。
  - 7月1日 - Androidのスマートフォンおよびタブレット端末への提供を開始。
- 2015年（平成27年）7月1日 - Adobe Flashを用いない形式に配信方式を変更。
- 2022年（令和4年）
  - 4月1日 - 一部の放送局でM3Uを用いない形式に配信方式を変更。
  - 6月29日 - システムへのサイバー攻撃のリスクを低減するためとして、海外からの利用はできなくなった。またJCBAの許諾を受けていないラジオアプリへの音声データ供給も停止された。

## 聴取方法
当初は聴取エリアの制限は無く、日本全国および海外からも利用できたが、2022年6月29日から海外からの利用はできなくなった。
一般的なインターネット
- パソコン、スマホ、タブレット等のブラウザで「JCBAインターネットサイマルラジオ」専用サイト（外部リンク参照）を開き、聴取したい局を選択する（IPアドレスや位置情報から、現在いる都道府県の放送局一覧が初期表示される）。
- パソコン、スマホ、タブレットのブラウザで無料のインターネットラジオ聴取サイト「TuneIn Radio」を開き、聴取したい局を検索・選択する（TuneIn未対応の放送局あり）。
TuneIn RadioのAndroid・iOS用アプリや、TuneIn Radioに対応したオーディオ機器でも聴取することが可能。
- 互換アプリのらじれこ（PC）・らくらじ（スマホ）、および録音ラジオサーバーにおいても提供している局がある（ただし一部のアプリ等では提供していない局もある）。

スマートスピーカー（Amazon Alexa、Google アシスタントなど）
- 本体に「JCBAにつないで」などと話しかけてスキルを起動させ、指定のラジオ局の名称を話しかける。
- スマートスピーカー設定アプリを開き、ラジオ局を指定する。

## サービス状況
JCBA運営のサービスである為、JCBA未加盟の放送局は参加していない。JCBAに加盟し、かつ他のサービスに参加している放送局は本サービスサイト内の「他サイトでインターネットサイマル放送を行っているJCBA加盟局一覧」にリストが掲載されている。
一部の放送局では、プレーヤー画面に放送中の番組名が表示される（TuneIn Radioでは未対応の放送局がある）。

### 放送される内容
サービス開始当初、サイマル配信されるのは、各局が独自または共同で制作し著作権を保有している番組に限定されていた。後に協賛企業であるミュージックバード制作によるネットワーク番組（MUSIC BIRD for COMMUNITY）の同時配信が行われるようになり、ほとんどの局が24時間配信を実施するようになった。
2020年5月以降はJ-WAVE制作の番組も配信可能となったが、局によってMUSIC BIRD for COMMUNITYの番組に差し替える対応を取っている。
自社制作・全国ネット何れでも無い番組（番組制作会社による販売番組など）を放送している時間帯は休止する局もある。またJリーグなどのスポーツ中継において、放送権の都合で放送を中止する局もある。

## 配信中の放送局
放送局名は「JCBAインターネットサイマルラジオ」公式ページに準ずる。

### 現在
| 地区   | 配信局名                          | 所在地                     | 配信開始日                 |
| ------ | --------------------------------- | -------------------------- | -------------------------- |
| 北海道 | FMいるか                          | 北海道函館市               | 2020年（令和02年）12月01日 |
| 北海道 | エフエムもえる                    | 北海道留萌市               | 2016年（平成28年）01月25日 |
| 北海道 | Airてっし                         | 北海道名寄市               | 2017年（平成29年）05月01日 |
| 北海道 | ラジオニセコ                      | 北海道虻田郡ニセコ町       | 2021年（令和03年）03月22日 |
| 北海道 | FMはな                            | 北海道標津郡中標津町       | 2014年（平成26年）06月02日 |
| 北海道 | FMびゅー                          | 北海道室蘭市               | 2023年（令和05年）08月10日 |
| 北海道 | FMとまこまい                      | 北海道苫小牧市             | 2023年（令和05年）09月01日 |
| 北海道 | エフエムくりやま                  | 北海道夕張郡栗山町         | 2024年（令和06年）07月08日 |
| 東北   | エフエムアップルウェーブ          | 青森県弘前市               | 2014年（平成26年）11月01日 |
| 東北   | FMごしょがわら                    | 青森県五所川原市           | 2021年（令和03年）03月22日 |
| 東北   | FM AZUR                           | 青森県むつ市               | 2018年（平成30年）06月01日 |
| 東北   | FM One                            | 岩手県花巻市               | 2014年（平成27年）12月09日 |
| 東北   | エフエムいわぬま                  | 宮城県岩沼市               | 2012年（平成24年）07月01日 |
| 東北   | H@!FM(はっとエフエム)             | 宮城県登米市               | 2013年（平成25年）04月01日 |
| 東北   | ラジオモンスター                  | 山形県山形市               | 2012年（平成24年）06月01日 |
| 東北   | エフエムNCV おきたまGO!           | 山形県米沢市               | 2013年（平成25年）04月01日 |
| 東北   | ハーバーRADIO                     | 山形県酒田市               | 2015年（平成27年）07月01日 |
| 東北   | エフエムい〜じゃん おらんだラジオ | 山形県長井市               | 2015年（平成27年）01月     |
| 東北   | FMポコ                            | 福島県福島市               | 2012年（平成24年）05月01日 |
| 東北   | FM愛'S                            | 福島県会津若松市           | 2023年（令和05年）04月01日 |
| 東北   | ウルトラFM                        | 福島県須賀川市             | 2019年（平成31年）01月11日 |
| 東北   | エフエムきたかた                  | 福島県喜多方市             | 2012年（平成24年）05月01日 |
| 関東   | FMかしま                          | 茨城県鹿嶋市               |                            |
| 関東   | FMだいご                          | 茨城県久慈郡大子町         | 2014年（平成26年）02月01日 |
| 関東   | ラジオ高崎                        | 群馬県高崎市               | 2012年（平成24年）05月01日 |
| 関東   | FM TARO                           | 群馬県太田市               | 2012年（平成24年）05月18日 |
| 関東   | FM OZE                            | 群馬県沼田市               | 2016年（平成28年）02月01日 |
| 関東   | ラヂオななみ                      | 群馬県佐波郡玉村町         |                            |
| 関東   | ラジオ川越                        | 埼玉県川越市               | 2021年（令和03年）02月28日 |
| 関東   | FMチャッピー                      | 埼玉県入間市               | 2012年（平成24年）05月01日 |
| 関東   | 発するFM                          | 埼玉県入間郡三芳町         | 2017年（平成29年）07月28日 |
| 関東   | SKYWAVE FM                        | 千葉県千葉市中央区         | 2021年（令和03年）01月25日 |
| 関東   | 市川うららFM                      | 千葉県市川市               | 2013年（平成25年）04月01日 |
| 関東   | かずさエフエム                    | 千葉県木更津市             | 2014年（平成26年）04月01日 |
| 関東   | RadioNARITA                       | 千葉県成田市               | 2014年（平成26年）12月27日 |
| 関東   | ふくろうエフエム                  | 千葉県八千代市             | 2017年（平成29年）11月01日 |
| 関東   | エフエムしながわ                  | 東京都品川区               | 2019年（令和元年）06月01日 |
| 関東   | かつしかFM                        | 東京都葛飾区               | 2021年（令和03年）04月26日 |
| 関東   | 渋谷のラジオ                      | 東京都渋谷区               | 2021年（令和03年）08月17日 |
| 関東   | FMえどがわ                        | 東京都江戸川区             | 2012年（平成24年）05月01日 |
| 関東   | むさしのFM                        | 東京都武蔵野市             | 2013年（平成25年）10月01日 |
| 関東   | 狛江ラジオ放送                    | 東京都狛江市               | 2023年（令和05年）10月01日 |
| 関東   | マリンFM                          | 神奈川県横浜市中区         | 2024年（令和06年）07月01日 |
| 関東   | FMサルース                        | 神奈川県横浜市青葉区       | 2019年（令和元年）10月01日 |
| 関東   | FMブルー湘南                      | 神奈川県横須賀市           | 2012年（平成24年）05月01日 |
| 関東   | FM湘南ナパサ                      | 神奈川県平塚市             | 2013年（平成25年）09月28日 |
| 関東   | 鎌倉FM                            | 神奈川県鎌倉市             | 2012年（平成24年）08月01日 |
| 関東   | レディオ湘南                      | 神奈川県藤沢市             | 2018年（平成30年）03月01日 |
| 関東   | FMおだわら                        | 神奈川県小田原市           | 2017年（平成29年）03月01日 |
| 関東   | FMやまと                          | 神奈川県大和市             | 2017年（平成29年）07月01日 |
| 関東   | 湘南マジックウェイブ              | 神奈川県中郡大磯町         | 2017年（平成29年）04月23日 |
| 関東   | エフエム戸塚                      | 神奈川県横浜市戸塚区       | 2023年（令和05年）10月01日 |
| 関東   | 茅ヶ崎エフエム                    | 神奈川県茅ヶ崎市           | 2023年（令和05年）10月01日 |
| 関東   | エフエム甲府                      | 山梨県甲府市               | 2012年（平成24年）07月01日 |
| 関東   | エフエムふじごこ                  | 山梨県富士吉田市           | 2016年（平成28年）02月02日 |
| 関東   | FM八ヶ岳                          | 山梨県北杜市               | 2018年（平成30年）08月01日 |
| 関東   | FMふじやま                        | 山梨県南都留郡富士河口湖町 | 2015年（平成27年）04月01日 |
| 信越   | FM KENTO                          | 新潟県新潟市中央区         | 2017年（平成29年）07月01日 |
| 信越   | ラジオチャット・FMにいつ          | 新潟県新潟市秋葉区         | 2018年（平成30年）06月29日 |
| 信越   | FMながおか                        | 新潟県長岡市               | 2013年（平成25年）05月01日 |
| 信越   | FMピッカラ                        | 新潟県柏崎市               | 2021年（令和03年）01月02日 |
| 信越   | RADIO AGATT                       | 新潟県新発田市             | 2013年（平成25年）06月01日 |
| 信越   | FM-J エフエム上越                 | 新潟県上越市               | 2017年（平成29年）07月01日 |
| 信越   | FMうおぬま                        | 新潟県魚沼市               |                            |
| 信越   | FMゆきぐに                        | 新潟県南魚沼市             | 2016年（平成28年）06月28日 |
| 信越   | エルシーブイFM769                 | 長野県諏訪市               | 2014年（平成26年）07月01日 |
| 信越   | あづみ野エフエム                  | 長野県安曇野市             | 2021年（令和03年）02月25日 |
| 信越   | FM軽井沢                          | 長野県北佐久郡軽井沢町     | 2018年（平成30年）08月01日 |
| 信越   | 高ボッチ高原FM                    | 長野県塩尻市               | 2021年（令和03年）12月01日 |
| 信越   | 伊那谷FM86.7                      | 長野県伊那市               | 2024年（令和06年）08月01日 |
| 北陸   | 富山シティエフエム                | 富山県富山市               | 2014年（平成26年）02月17日 |
| 北陸   | ラジオたかおか                    | 富山県高岡市               | 2016年（平成28年）04月01日 |
| 北陸   | エフエムとなみ                    | 富山県砺波市               | 2014年（平成26年）11月01日 |
| 北陸   | ラジオかなざわ                    | 石川県金沢市               | 2016年（平成28年）04月01日 |
| 北陸   | ラジオななお                      | 石川県七尾市               | 2016年（平成28年）04月01日 |
| 北陸   | ラジオこまつ                      | 石川県小松市               | 2016年（平成28年）04月01日 |
| 東海   | FM WATCH                          | 岐阜県岐阜市               | 2013年（平成25年）11月01日 |
| 東海   | Hits FM                           | 岐阜県高山市               | 2016年（平成28年）07月25日 |
| 東海   | FM PiPi                           | 岐阜県多治見市             | 2012年（平成24年）05月01日 |
| 東海   | S-Wave                            | 静岡県静岡市               | 2015年（平成27年）07月01日 |
| 東海   | FM Haro!                          | 静岡県浜松市               | 2012年（平成24年）08月01日 |
| 東海   | COAST-FM                          | 静岡県沼津市               | 2017年（平成29年）04月01日 |
| 東海   | Ciao!                             | 静岡県熱海市               | 2021年（令和03年）06月01日 |
| 東海   | ボイス・キュー                    | 静岡県三島市               | 2015年（平成27年）04月01日 |
| 東海   | エフエムなぎさステーション        | 静岡県伊東市               | 2019年（令和元年）07月01日 |
| 東海   | g-sky76.5                         | 静岡県島田市               | 2014年（平成26年）02月01日 |
| 東海   | Radio-f                           | 静岡県富士市               | 2016年（平成28年）11月03日 |
| 東海   | 富士山GOGOエフエム                | 静岡県御殿場市             | 2014年（平成26年）07月01日 |
| 東海   | FM IS みらいずステーション        | 静岡県伊豆市               | 2013年（平成25年）06月28日 |
| 東海   | FMいずのくに                      | 静岡県伊豆の国市           | 2021年（令和03年）11月01日 |
| 東海   | i-wave                            | 愛知県一宮市               | 2015年（平成27年）05月01日 |
| 東海   | Radio SANQ                        | 愛知県瀬戸市               | 2012年（平成24年）04月02日 |
| 東海   | エフエムななみ                    | 愛知県津島市               | 2013年（平成25年）08月31日 |
| 東海   | United North                      | 愛知県犬山市               | 2014年（平成26年）02月01日 |
| 東海   | いなBee                           | 三重県いなべ市             | 2014年（平成26年）07月20日 |
| 東海   | Suzuka Voice FM 78.3MHz           | 三重県鈴鹿市               | 2020年（令和02年）12月01日 |
| 東海   | Heart FM                          | 愛知県名古屋市中区         | 2024年（令和06年）08月10日 |
| 近畿   | えふえむ草津                      | 滋賀県草津市               | 2016年（平成28年）04月01日 |
| 近畿   | FM845                             | 京都府京都市伏見区         | 2018年（平成30年）05月01日 |
| 近畿   | FMまいづる                        | 京都府舞鶴市               | 2016年（平成28年）04月18日 |
| 近畿   | FMいかる                          | 京都府綾部市               | 2012年（平成24年）05月01日 |
| 近畿   | FMうじ                            | 京都府宇治市               | 2016年（平成28年）04月01日 |
| 近畿   | ウメダFM Be Happy!789             | 大阪府大阪市北区           | 2014年（平成26年）05月01日 |
| 近畿   | FM千里                            | 大阪府豊中市               | 2019年（平成31年）04月01日 |
| 近畿   | FM-HANAKO 82.4MHz                 | 大阪府守口市               | 2017年（平成29年）05月01日 |
| 近畿   | FMちゃお                          | 大阪府八尾市               | 2012年（平成24年）05月01日 |
| 近畿   | タッキー816みのおエフエム         | 大阪府箕面市               | 2018年（平成30年）04月01日 |
| 近畿   | FM GENKI                          | 兵庫県姫路市               | 2022年（平成27年）04月01日 |
| 近畿   | さくらFM                          | 兵庫県西宮市               | 2015年（平成27年）12月01日 |
| 近畿   | ハッピーエフエムいたみ            | 兵庫県伊丹市               | 2015年（平成27年）04月01日 |
| 近畿   | ハミングFM宝塚                    | 兵庫県宝塚市               | 2015年（平成27年）10月01日 |
| 近畿   | エフエムみっきぃ                  | 兵庫県三木市               | 2019年（平成31年）01月01日 |
| 近畿   | 805たんば                         | 兵庫県丹波市               | 2019年（令和元年）10月01日 |
| 近畿   | なら どっとFM                     | 奈良県奈良市               | 2012年（平成24年）05月01日 |
| 近畿   | FM五條                            | 奈良県五條市               | 2017年（平成29年）07月08日 |
| 近畿   | FMハイホー                        | 奈良県北葛城郡王寺町       | 2016年（平成28年）01月01日 |
| 近畿   | Banana FM                         | 和歌山県和歌山市           | 2014年（平成26年）04月01日 |
| 近畿   | FMはしもと                        | 和歌山県橋本市             | 2020年（令和02年）04月02日 |
| 近畿   | FM TANABE                         | 和歌山県田辺市             | 2019年（令和元年）06月01日 |
| 近畿   | FMビーチステーション              | 和歌山県西牟婁郡白浜町     | 2020年（令和02年）10月01日 |
| 中国   | RADIO BIRD                        | 鳥取県鳥取市               | 2020年（令和02年）07月01日 |
| 中国   | レディオ モモ                     | 岡山県岡山市               | 2012年（平成24年）05月01日 |
| 中国   | エフエムくらしき                  | 岡山県倉敷市               | 2014年（平成26年）08月28日 |
| 中国   | FMちゅーピー                      | 広島県広島市中区           | 2016年（平成28年）04月01日 |
| 中国   | FOR LIFE RADIO                    | 広島県三原市               | 2019年（令和元年）05月01日 |
| 中国   | エフエムおのみち                  | 広島県尾道市               | 2012年（平成24年）05月01日 |
| 中国   | レディオBINGO                     | 広島県福山市               | 2012年（平成24年）05月01日 |
| 中国   | FM東広島                          | 広島県東広島市             |                            |
| 中国   | FMはつかいち                      | 広島県廿日市市             |                            |
| 中国   | COME ON! FM                       | 山口県下関市               | 2012年（平成24年）05月01日 |
| 中国   | しゅうなんFM                      | 山口県周南市               | 2012年（平成24年）10月01日 |
| 四国   | エフエム・サン                    | 香川県坂出市               | 2024年（令和06年）04月01日 |
| 四国   | エフエムラヂオバリバリ            | 愛媛県今治市               | 2014年（平成26年）02月17日 |
| 四国   | FMがいや                          | 愛媛県宇和島市             | 2015年（平成27年）12月01日 |
| 四国   | Hello!NEW 新居浜FM                | 愛媛県新居浜市             | 2018年（平成30年）04月01日 |
| 九州   | Dreams FM                         | 福岡県久留米市             | 2013年（平成25年）04月01日 |
| 九州   | FM八女                            | 福岡県八女市               | 2013年（平成25年）04月01日 |
| 九州   | FMからつ                          | 佐賀県唐津市               | 2013年（平成25年）11月01日 |
| 九州   | FM791                             | 熊本県熊本市中央区         | 2016年（平成28年）08月29日 |
| 九州   | Kappa FM                          | 熊本県八代市               | 2012年（平成24年）10月01日 |
| 九州   | NOAS FM                           | 大分県中津市               | 2015年（平成27年）04月01日 |
| 九州   | ゆふいんラヂオ局                  | 大分県由布市               | 2014年（平成26年）08月25日 |

### 過去
| 地区 | 配信局名                      | 所在地         | 配信期間                                      |
| ---- | ----------------------------- | -------------- | --------------------------------------------- |
| 関東 | FM西東京                      | 東京都西東京市 | 2013年（平成25年）10月 - 2020年（令和2年）3月 |
| 信越 | いいだエフエム・iステーション | 長野県飯田市   | 2013年（平成25年）1月 - 2021年（令和3年）2月  |
| 東海 | ads.FM                        | 三重県名張市   | 2017年（平成29年）4月 - 2020年（令和2年）5月  |